# Пайер, Фридрих фон
Фридрих фон Пайер (12 июня 1847, Тюбинген — 14 июля 1931, Штутгарт) — германский (первоначально вюртембергский) юрист и политик.

## Биография
Среднее образование получил в евангелической семинарии, с 1865 года изучал право в Тюбингенском университете. В 1871 году получил право заниматься адвокатской практикой и занялся ей в Штутгарте, с 1899 года был также нотариусом. Некоторое время входил в состав Вюртембергской адвокатской палаты; как юрист пользовался большой известностью и уважением.
Одновременно занимался политикой — как журналист и политический оратор. Радикал по убеждениям, он примкнул к Южнонемецкой народной партии, будучи вскоре избранным председателем её комитета. С 1877 по 1878, с 1880 по 1887 и с 1890 по 1918 год был депутатом Рейхстага от Вюртемберга. Одновременно с 1893 по 1912 год избирался в Вюртембергский ландтаг, а с 1895 по 1912 год был его председателем. В 1892—1896 годах был также членом городского совета Штутгарта. На протяжении своей парламентской карьеры последовательно выступал как сторонник расширения власти рейхстага и противник внутренней политики Бисмарка. Во время Первой мировой войны возглавлял так называемый «межфракционный комитет» и выступал за заключение мира с державами Антанты. С 9 ноября 1917 года был вице-канцлером империи, в 1918 году по поручению кайзера Вильгельма II участвовал в утверждении нового списка министров. После войны был членoм Веймарского учредительного собрания (до 6 июня 1920 года) и до 9 июля 1919 года лидером Немецкой демократической партии; в отличие от многих её членов, в июне 1919 года заявил о признании условий Версальского договора. В 1920 году в связи с ухудшением здоровья отошёл от политической деятельности.
Имел несколько государственных наград, в 1912 году стал почётным гражданином Ройтлингена. Ему принадлежит книга «Neues Recht in Würtemberg, zur Orientierung für Nichtrechtsgelehrte» (1874; 3-е издание — Штутгарт, 1888). Написал также мемуары «Von Bethmann-Hollweg bis Ebert» (1923), которые были признаны ценным историческим источником по вопросам заключения Версальского договора.